# Абай (Железинський район)
Аба́й (каз. Абай) — село у складі Железинського району Павлодарської області Казахстану. Входить до складу Башмачинського сільського округу.
Населення — 59 осіб (2021; 85 у 2009, 171 у 1999, 219 у 1989).
Національний склад станом на 1989 рік:
- казахи — 100 %.